# Норві Джекс
Норві Джекс (англ. Norway Jackes, 8 червня 1881 — 8 липня 1964) — канадський академічний веслувальник.
Бронзовий призер Олімпійських Ігор 1908 року в складі розпашної двійки без стернового.